# Jamunotri

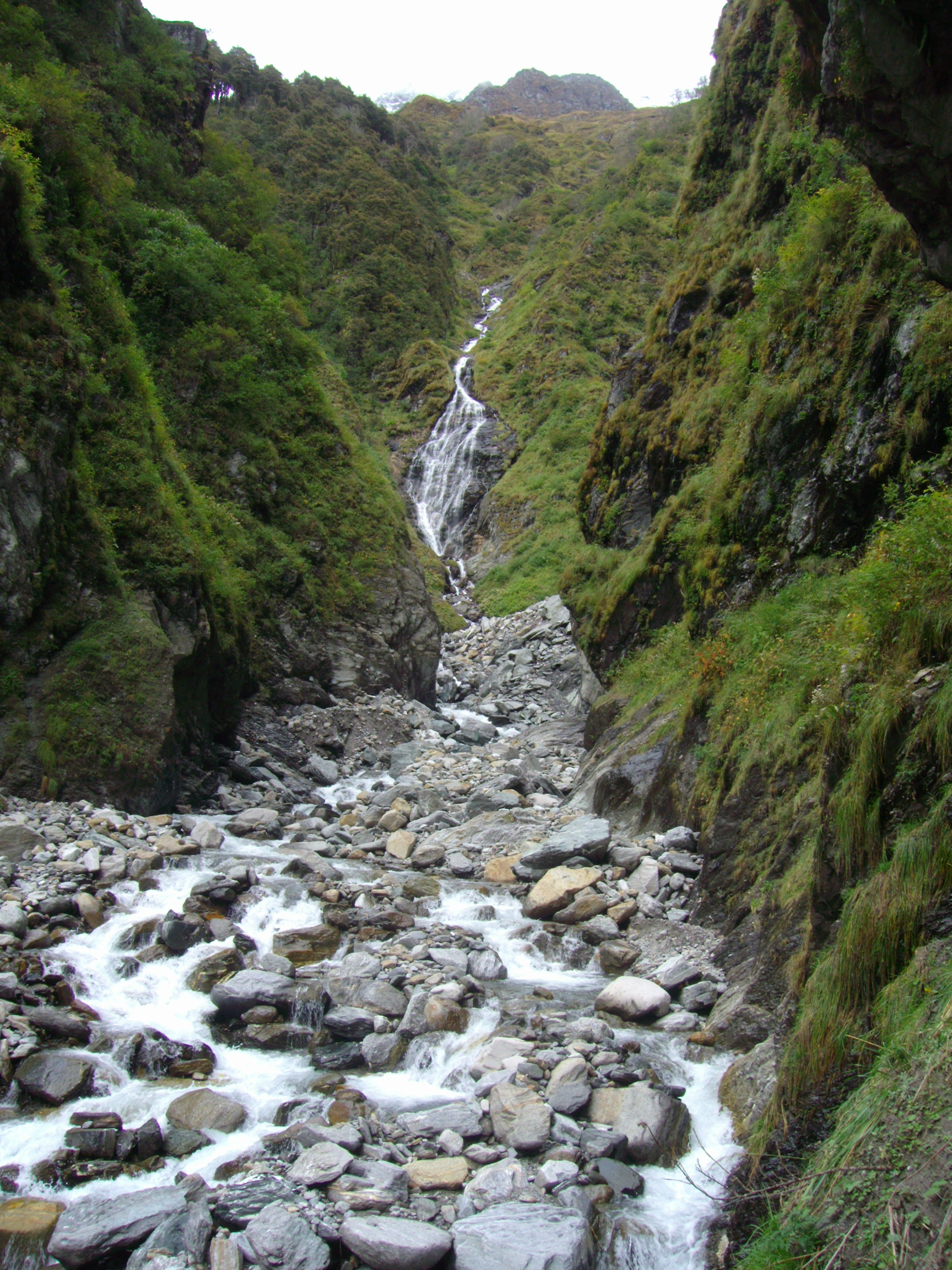
Jamuna w Jamunotri

Jamunotri (dewanagari यमुनोत्री) – źródło rzeki Jamuny w indyjskim stanie Uttarakhand i siedziba bogini o tym samym imieniu.  Miejsce to stanowi ważne centrum pielgrzymek i część trasy tzw. ćar dham jatra, obejmującej w sumie cztery sanktuaria w indyjskich Himalajach. W XI w. Guleria, maharani Jaipuru zbudowała tam świątynię यमुनोत्री मंदिर trb. Yamunotri mandir. Prasad stanowi ryż ugotowany w położonych nieopodal gorących źródłach (tapt kund.